# Thyone briareus
Thyone briareus är en sjögurkeart som först beskrevs av Charles Alexandre Lesueur 1824.  Thyone briareus ingår i släktet Thyone och familjen korvsjögurkor. Inga underarter finns listade i Catalogue of Life.